# Flushed Away
Flushed Away (Lo que el agua se llevó en Hispanoamérica y Ratónpolis en España) es una película de personajes animados por computadora dirigida por David Bowers y Sam Fell. Es una coproducción entre Dreamworks Animation y Aardman Animations. Es la primera película de Aardman completamente animada por computadora (en contraste con el método típico de animación de personajes cuadro por cuadro). La razón de utilizar animación por computadora en lugar de arcilla y plastilina en el estudio de animación fue la gran cantidad de escenas relacionadas con el agua, que es casi imposible hacerlo de manera convincente en stop motion, además la película utiliza un software que fue desarrollado para los conejos flotando en la película de Wallace & Gromit: The Curse of the Were-Rabbit. El software borra las 'imperfecciones' en la arcilla y la plastilina (es decir, la pérdida de fotogramas, huellas digitales, polvo, etc.). La película incluye en la versión en inglés las voces de Hugh Jackman, Kate Winslet, Andy Serkis, Bill Nighy, Ian McKellen, Shane Richie y Jean Reno. El guion fue escrito por Dick Clement, Ian La Frenais, Christopher Lloyd, Joe Keenan, y William Davies. La película fue estrenada en cines el 3 de noviembre de 2006 y distribuida por Paramount Pictures en los Estados Unidos y UIP en el Reino Unido. Según Peter Lord, cofundador de Aardman, la idea original era una película de piratas, y se lanzó a Dreamworks poco después del lanzamiento de Chicken Run (2000). No obstante, el éxito de la película Pirates of the Caribbean: The Curse of the Black Pearl les dio un espaldarazo. En el momento en que el escritor había hecho esto, el proyecto se encontraba suspendido para dar paso a la producción de Wallace & Gromit: The Curse of the Were-Rabbit. Sin embargo, en 2012, Aardman Animations lanza la película The Pirates! In an Adventure with Scientists!, esta película pudo haberse originado de aquella idea de Peter Lord.

## Argumento
Rodderick "Roddy" St. James es un ratón doméstico convencido de que tiene la vida solucionada viviendo en una lujosa casa de Londres. Un día, mientras sus dueños estaban ausentes de la ciudad por vacaciones, un ratón de alcantarilla llamado Sid aparece por sorpresa dispuesto a quedarse a vivir en la casa de Roddy, por lo que este último decide deshacerse de él arrojándole en el escusado, pero Sid conoce sus intenciones y es él quien termina arrojando a Roddy.
Tras caer a través de las cañerías a las alcantarillas de Londres, descubre una gran ciudad subterránea habitada por miles de ratas y ratones, donde intentando regresar a casa, busca a Rita Malone, una ratona capitana de un barco con el que puede llevarle a la superficie. Pero ambos son emboscados por los esbirros de El Sapo, un batracio poderoso que odia a los ratones y buscaba el rubí de Rita. En la guarida de El Sapo, Roddy admira pero luego rompe accidentalmente su colección de objetos de la superficie, provocando que El Sapo ordene que los congelen en nitrógeno líquido pero Roddy y Rita huyan, además de que Rita se llevó el rubí, y un cable que utiliza para sustituir el cinturón de sus pantalones.
En el barco de Rita, Roddy rompe el rubí, mostrando que es falso, pero él acuerda pagarle con un rubí de verdad si lo lleva a la superficie. Rita lleva a Roddy hasta su casa, donde conoce a la extensa familia de Rita, los cuales le hacen ver lo solo que él se sentía en su casa. Roddy escucha a Rita hablar sobre que El Sapo ofrece una recompensa por él y una propuesta de su hermano menor de que podrían entregar a Roddy para obtenerla, algo con lo que Rita y su padre no están de acuerdo, pero Roddy, pensando que Rita iba a traicionarlo, huye con el barco de esta.
Rita logra alcanzarlo, y ambos logran aclarar el malentendido. Pero siguen siendo perseguidos por los esbirros de El Sapo, incluido su primo Le Frog ("Le Rana" en España y "La Rana" en Hispanoamérica), el cual finalmente logra acorralarlos. En una llamada con el Sapo, Rita le dice que no tiene el rubí y que además era falso, pero El Sapo le dice que no quería el rubí, sino el cable que se había llevado para usarlo en su maquinaria. Roddy y Rita consiguen deshacerse de ellos, en el camino perdiendo el barco de Rita, pero logrando ascender a la superficie.
En casa de Roddy, este cumple su promesa de pagarle con un rubí, además de una esmeralda para comprar un barco nuevo. En ese momento se encuentran con Sid, al que Roddy intenta presentar como su hermano para fingir que no tiene una vida solitaria, cosa que le sale mal pues resulta que Sid y Rita ya se conocían. Rita regresa a las alcantarillas, mientras que Roddy se marcha con Sid a ver de mala gana el partido de fútbol en la televisión, pero, después de que Sid menciona que quiere aguantarse las ganas de ir al baño hasta el fin del primer tiempo, Roddy comprende que el plan de El Sapo es recuperar el cable que se robó Rita para usar su maquinaria y abrir las puertas de las cloacas y que durante el descanso del partido, cuando todo Londres use los escusados al mismo tiempo, inundar por completo la ciudad donde habitan los ratones.
Roddy decide regresar a las alcantarillas, donde junto a Rita, termina enfrentándose al Sapo y sus secuaces. Durante su enfrentamiento, Roddy consigue congelar con nitrógeno líquido la gran ola que iba a inundar la ciudad, además de dejar congelados al Sapo y Le Frog. La población lo celebra con júbilo y aclaman a Roddy.
Posteriormente, Roddy y Rita crean un nuevo barco, comenzando a trabajar como socios. Finalmente, cuando Sid se regodea en su nueva vida, llegan la dueña de la casa y sus padres con su nueva mascota, la cual es un gato que aterroriza a Sid.

## Reparto
- Hugh Jackman como Rodderick "Roddy" St. James: Un solitario ratón mascota de una pudiente familia inglesa pero arrojado por Sid a las alcantarillas. Jackman también proporcionó los gritos de la babosa de la que Roddy huye por primera vez en la alcantarilla.  En el tráiler, Roddy no es la única mascota de la niña. También hubo una jaula con dos pequeños hámsters, que parecían ser los mayordomos de Roddy. Sin embargo, en el corte final de la película, estos dos personajes se han eliminado, probablemente para hacer avanzar la historia, y para que Roddy parezca ser un personaje muy solitario.
- Kate Winslet como Rita Malone: Una ratona cazadora de tesoros y hermana mayor de una numerosa familia. Nicole Kidman estaba planificada para el papel de Rita pero Winslet tomó su papel.
- Ian McKellen como The Toad (Sapo/El Sapo): Un pomposo sapo que alguna vez fue mascota del príncipe Carlos de Gales. Planea inundar la ciudad para repoblarla con sus hijos. El Sapo lleva un anillo con el símbolo de la Masonería en su dedo meñique.
- Jean Reno como Le Frog (Le Rana/La Rana): Primo francés del Sapo. Es un ladrón y mercenario experto en artes marciales acompañado de sus secuaces ranas. Reno venció en la audición a Stellan Skarsgård, Kevin Kline y a Johnny Depp para interpretar el papel de "Le Frog".
- Bill Nighy como Whitey (Blanquito/Pálido): una de las "esbirratas" del Sapo, anteriormente una rata de laboratorio, se convirtió en compañero de Spike pero a diferencia de este, Whitey es amable aunque muy tonto.
- Andy Serkis como Spike (Pincho/Marcial): otra de las "esbirratas" del Sapo. Es más inteligente y agresivo que Whitey, además de ser más leal al Sapo. Robert De Niro y William Shatner estaban planificados para interpretar al personaje de Spike pero al final fue interpretado por Andy Serkis.
- Shane Richie como Sid: Un ratón de alcantarilla gordo, conocido de Rita y su familia y que es responsable de haber echado a Roddy a las alcantarillas. En el primer tráiler también se muestra el descubrimiento de Sid en la cocina de Roddy pero esta vez en pleno día en lugar de durante la noche. El personaje se asemeja a a Sid Vicious por su nombre, la forma de actuar y la vestimenta.
- Kathy Burke como Madre de Rita.
- David Suchet como Padre de Rita.
- Miriam Margolyes como Abuela de Rita.
- James Earl Jones como Transeúnte.
- Patti Deutsch como Transeúnte.
- Daniel Gerson como Transeúnte.
- Dave Foley como Transeúnte.
- James Coburn como Transeúnte.
- Jonathan Harris como Transeúnte.
- Joe Ranft como Transeúnte.

## Doblaje

### Hispanoamérica
- Roddy St. James: Idzi Dutkiewicz
- Rita: Jessica Ortiz
- El Sapo: Rubén Moya
- La Rana: Gerardo Reyero
- Pálido: Maynardo Zavala
- Sid: Germán Fabregat
- Marcial: Jesse Conde
- Secuace #1: Humberto Vélez
- Secuace #2: Arturo Mercado
- Secuace #3: Esteban Silva
- Secuace #4: Ricardo Tejedo
- Secuace #5: Raúl Anaya
- Secuace #6: Jesús Barrero
- Secuace #7: Erick Salinas
- Secuace #8: Raúl Aldana
- Secuace #9: Genaro Vásquez
- Transeúnte #1: Marco Guerrero
- Transeúnte #2: Dulce Guerrero
- Transeúnte #3: Enrique Cervantes
- Transeúnte #4: Luis Daniel Ramírez
- Transeúnte #5: Jorge Alberto Aguilera
- Transeúnte #6: Francisco Colmenero
- Transeúnte #7: Javier Rivero
- Transeúnte #8: Beto Castillo
- Transeúnte #9: Sergio Castillo
- Transeúnte #10: Rommy Mendoza
- Transeúnte #11: Roberto Carrillo
- Transeúnte #12: Patricia Palestino
- Babosa #1: Gabriel Pingarrón
- Babosa #2: Carlos Olízar
- Babosa #3: Rubén Trujillo
- Babosa #4: Yamil Atala
- Babosa #5: Ricardo Mendoza
- Babosa #6: Kalimba Marichal
- Babosa #7: Moisés Palacios
- Babosa #8: Carlos Segundo
- Babosa #9: Sebastián Llapur
- Babosa #10: Sergio Zurita
- Babosa #11: Óscar Bonfiglio
- Babosa #12: René Franco
- Coros: Claudia Garzón

### España
- Roddy St. James: Fele Martínez
- Rita: María Esteve
- Sapo: Javier Gurruchaga
- Le Rana: Miguel Ángel Jenner
- Blanquito: Jordi Boixaderas
- Sid: José Javier Serrano
- Pincho: Carlos Di Blasi
- Coros: Rafael Taibo
- Coros: Lorenzo Beteta
- Coros: Carlos Kaniowsky
- Coros: José Escobosa
- Coros: Manel Fuentes
- Coros: Claudi Garcia
- Coros: Iván Muelas
- Coros: Santi Rodriguez

| Predecesor: Wallace & Gromit: The Curse of the Were-Rabbit | Películas de Aardman Animations | Sucesor: Arthur Christmas |

- Datos: Q752301
- Multimedia: Flushed Away / Q752301